# 広瀬奈央美
広瀬 奈央美（ひろせ なおみ、1980年7月22日 - ）は、日本の元AV女優。血液型：A型、身長：164cm 、スリーサイズ：B88・W60・H88 、Dカップ。
お姉様系のAV女優である。

## 略歴
東京都出身。2001年にAVデビュー。綺麗なお姉さん系のキカタン（企画単体）女優として人気になる。2005年には三上翔子や今野由愛とともにケイ・エム・プロデュースの企画レーベルおかず。のキャンペーンガール、おかずっ娘 。にも選ばれた。
広瀬 奈緒美として出演している作品もある。
2004年10月にモブスターズの「広瀬奈央美の初めての真正中出し」で初の中出し作品に出演した。
一時期活動を休止していたが、2006年3月に「広瀬奈央美パイパンで復活!」で復帰した。
2007年にアナルファックと黒人を解禁している。
2007年10月に『おねえさんの素顔 広瀬奈央美』の発売をもって引退した。

## 作品

### アダルトビデオ
2001年
- 愛しのウェイトレス（12月25日、マックス・エー）

2002年
- B-PANIC（グローリークエスト）
- レズる! 広瀬奈央美・小森詩（4月6日、ドグマ）
- 24人のカリスマアイドル（5月17日、ケイ・エム・プロデュース）オムニバス作品
- 変態病棟24時（5月24日、VIP）
- 淫行学園2 女子バレー部 濡れた罠（6月7日、デジタル・ドリーム・デベロップメント）
- 不思議レストラン vol.3 杉浦杏里・広瀬奈央美（6月20日、桃太郎映像出版）
- 制服美少女 SELECTION vol.1（7月11日、アサヒ企画）
- 妄連想 -い・け・な・い OL編- 広瀬奈央美（7月15日、MOODYZ）
- 女子校生 A級お宝秘蔵集（7月19日、デジタル・ドリーム・デベロップメント）オムニバス作品
- スーパーGスポット 潮吹き女子校生スペシャル4（7月26日、クリスタル映像）オムニバス作品
- LOVE MISSION Vol.4 沖縄version（8月1日、MOODYZ）オムニバス作品
- 初めてのディープキス 番外編 接吻コンテスト Vol.3 DeepKissクイーンを探せ!!（8月4日、SODクリエイト）
- 誘惑ミセス54（8月8日、U&K）
- しこしこくらげ vol.2（8月14日、オフサイド）
- いけない娘 Vol.2（8月24日、リッチジャパン）
- DOUBLE EYE 2（9月5日、 ドリームチケット）
- 生好き婬女 Vol.1（9月13日、cahnnel V）
- 女泥棒三姉妹が捕まってあんなことも!こんなことも!（9月20日、ケイ・エム・プロデュース）
- 竜作 DVD THE GAME DVD-PG（9月27日、ケイ・エム・プロデュース）
- もしもこんな女医がいたら…（10月8日、アイデアポケット）
- クレゾールが漂う猥褻病院 院内大感染 完全版（10月18日、ケイ・エム・プロデュース）
- 裏・顔面シャワー ベスト20（10月25日、デジタル・ドリーム・デベロップメント）オムニバス作品
- メイドバトル DVD-PG（11月8日、メディアアーツ）
- 24人のカリスマアイドル2（12月13日、ケイ・エム・プロデュース）オムニバス作品
- インモラル・レズビアン2 奈央美&潤美（プールクラブ）

2003年
- 股間で誘惑 Vol.10 広瀬奈央美（1月8日、インターロック）
- 女遊戯 白衣の情事（1月25日、アートモデルズ）
- ザ☆ナース!SPECIAL（2月14日、メディアステーション）オムニバス作品
- THEクンニ2（2月28日、U&K）
- EROCCO 2（2月28日、アリーナエンタテインメント）
- 家庭教師は女子大生Special5（2月28日、クリスタル映像）オムニバス作品
- 私は痴女 羞恥肉林（3月12日、クリスタル映像）
- 月刊 広瀬奈央美（3月14日、メディアバンク）
- OL性虐地獄（3月15日、ネクストイレブン）
- もしも、広瀬奈央美が人妻だったら…。（4月4日、ワープエンタテインメント）
- 監禁タクシー（4月11日、TMA）
- SMILE KISS 広瀬奈央美（4月16日、ガッツ）
- 美脚フェロモン Vol.7 -パンスト・美・尻・彩・色- （4月26日、U&K）
- LOVE◆DATE（4月30日、アリーナエンターテインメント）
- 妄連想 -い・け・な・い OL編- 広瀬奈央美（5月1日、MOODYZ）
- 48人のカリスマエンジェル（5月16日、メディアステーション）オムニバス作品
- フェロモン美女丸恥カメラ アブノーマルMAX4時間（5月21日、ビデオバンク）オムニバス作品
- イケメン男優争奪ガチンコバトル!!完全版（5月23日、ケイ・エム・プロデュース）
- 新 ミセスショップ vol.1 広瀬奈央美23歳（6月21日、契WANT YOU）
- M女!〜13人もかよっ!〜（6月21日、V&Rプランニング）
- 2カメDE味わえ!! 広瀬奈央美・玉木ミチル（6月27日、デジタルバンク）
- ヌル乳 Bust.1（7月1日、ワンズファクトリー）
- おもらし美人（7月2日、アルファーインターナショナル）
- 24人のカリスマアイドル3（7月25日、ケイ・エム・プロデュース）オムニバス作品
- 誘惑ミセス 54（7月26日、U&K）
- ヌル乳 Bust.2（8月1日、ワンズファクトリー）
- ナースでイこう（9月1日、マルクス兄弟）
- 私は痴女 4時間DX 4（9月26日、クリスタル映像）
- VS SERIES vol.1 日本vsアメリカ 放尿対決（10月4日、アルファーインターナショナル）
- 月刊 エンドレスエクスタシー（10月10日、メディアバンク）オムニバス作品
- 女子校生部活Deluxe 2（10月10日、デジタル・ドリーム・デベロップメント）オムニバス作品
- 人妻と100倍楽しくSEXする方法（10月15日、ドリームメーカー）
- Gold4時間! 20人の素人面接FUCK（10月15日、マルクス兄弟）オムニバス作品
- 接吻スペシャル1（10月24日、シャトルジャパン）オムニバス作品
- エクストラバーチャ4 訪問介護士編（10月30日、アルファーインターナショナル）
- ラッシャーみよしの超高級美脚倶楽部（11月6日、SODクリエイト）
- 私だけの女教師レズペット〜第二章〜（11月20日、SODクリエイト）
- レ・ズ・ビアン 12（11月27日、U&K）

2004年
- チンポを見たがる女たち11 部活編 美人女教師とブルマ集団（1月1日、MOODYZ）
- My Sweet Gal's（1月10日、メディアタウン）
- 愛・バーチャオナの歴史 下巻（3月3日、アルファーインターナショナル）
- あなたとわたし 白百合レズビアン（3月20日、デジタルバンク）
- フライトアテンダント達のぶっかけサービス1 （4月1日、シャトルジャパン）
- ザーメン道場 （4月28日、帝國公司）
- 騎乗7 完全騎乗位の女（6月9日、U&K）
- すけすけ女優 暴走編（6月9日、すけすけ女優）
- 尺八&手コキ地獄〜尺八&手コキマニア専用〜（6月16日、ガッツ）
- レズキスロマンスDX〜四姉妹LOVE×2レズレッスン〜（7月15日、MOODYZ）
- 広瀬奈央美の初めての真正中出し（10月31日、モブスターズ）
- 女だらけのLOVEレズKISS（11月15日、MOODYZ）オムニバス作品
- Spermaina・Vol.07・ビューティーガールにぶっかけろ!!（12月8日、アイデアポケット）
- 36人カリスマ学園アイドル4時間SP（12月8日、ロイヤルアート）オムニバス作品
- レズビアンの園 4人の淫靡な百合達 VOL.2（12月10日、アルファ・インターナショナル）※広瀬奈緒美として出演。

2005年
- 集団痴女オフィス 完全版〜もしも痴女だらけの会社だったら〜 （1月29日、ケイ・エム・プロデュース）
- 潮吹きバラエティー“噴射の神様”（2月18日、ケイ・エム・プロデュース）
- イカセ4時間 広瀬奈央美（3月18日、ケイ・エム・プロデュース）
- イイ女狩り6（3月18日、うまなみ。（ケイ・エム・プロデュース））
- 男殺油地獄 寸止め地獄責め 完全版（3月25日、ケイ・エム・プロデュース）
- 集団痴女学園 完全版（4月22日、ケイ・エム・プロデュース）
- もしもこんな痴女がいたら・・・。5（4月22日、うまなみ。（ケイ・エム・プロデュース））オムニバス作品
- イイ女狩り7（5月20日、うまなみ。（ケイ・エム・プロデュース））オムニバス作品
- 合法ドラッグ!!電気アンマでイカせまくり!! 完全版（5月27日、ケイ・エム・プロデュース）
- 桃尻娘。（6月17日、うまなみ。（ケイ・エム・プロデュース））オムニバス作品
- S級 素人ギャル千人斬り!（6月24日、うまなみ。（ケイ・エム・プロデュース））オムニバス作品
- うまなみプレゼンツ 7 痴女4時間 2（7月22日、ケイ・エム・プロデュース）うまなみ。作品『もしもこんな痴女がいたら...。5』のセルDVD化作品
- 素人痴女（7月22日、うまなみ。（ケイ・エム・プロデュース））オムニバス作品
- 広瀬奈央美ですが何か?（8月21日、ケイネットワーク）
- 性・ヒロイン 〜淫欲のままに〜（8月26日、シャトルジャパン）
- S級素人ギャル千人斬り! 4時間（9月23日、ケイ・エム・プロデュース）うまなみ。作品『S級素人ギャル千人斬り』のセルDVD化作品

2006年
- 広瀬奈央美パイパンで復活!（3月7日、プレミアム）
- 誘惑女教師奈央美（4月7日、プレミアム）
- うれごろ日記 32（4月15日、ミル）
- うまなみプレゼンツ 17桃尻娘。4時間（4月21日、おかず。（ケイ・エム・プロデュース））うまなみ。作品『桃尻娘。』のセルDVD化作品
- トリプル痴女GROOVE（5月7日、プレミアム）
- うまなみプレゼンツ18イイ女狩り4時間 3（5月19日、おかず。（ケイ・エム・プロデュース））オムニバス作品
- 生中出しスペシャル 広瀬奈央美（6月7日、プレミアム）
- 男子○学生 学級新聞の取材でSODにやってきた少年たち&満員電車で痴漢された少年たち（6月22日、SODクリエイト）※広瀬直美として出演
- 中出しバラエティー “中出しの神様” 完全版（6月23日、おかず。（ケイ・エム・プロデュース））
- 全編フルデジタルモザイク W痴女騎乗位激ピストン（7月6日、SODクリエイト）
- 手コキ強制射精「シゴかれッ!!!」3（7月21日、U&K）
- キレイなお姉さんの美尻、フェラチオ、セックス。（8月7日、プレミアム）
- 病みつきオナニー 5（8月25日、U&K）
- プライベート・セックス（9月7日、プレミアム）
- 僕は透明人間! 〜透明パワーでハレンチ天国〜 パート4（10月19日、V&Rプロダクツ）
- うまなみ。プレゼンツ25 イイ女狩り4時間 4（11月17日、おかず。（ケイ・エム・プロデュース））うまなみ。作品『イイ女狩り7』セルDVD化作品
- Super Eros Body GLAMOR Vol.01（12月6日、ロータス企画）
- 手コキ痴獄「手゛ちゃう!」10（12月8日、U&K）
- 真*痴女覚醒 vol.01（12月19日、BRAVO）

2007年
- 初めての、アナル中出しFUCK（1月7日、プレミアム）
- 妄連想 い・け・な・いOLとキャンペーンガールの裏側（1月25日、Lightning）
- 癒らし。〜大人の恋愛 VOL.9〜 広瀬奈央美27歳（2月16日、アウダースジャパン）
- 溜池ゴローのうれごろ日記（7月4日、ミル）
- 初めての、黒人とFUCK（9月7日、プレミアム）
- 特選 広瀬奈央美 愛原莉央（9月28日、YSO）
- おねえさんの素顔（10月13日、溜池ゴロー）